# Parque natural Lago de Sanabria y sierras Segundera y de Porto
El parque natural Lago de Sanabria y sierras Segundera y de Porto (anteriormente Lago de Sanabria y alrededores) es un espacio natural protegido español situado en el noroeste de la provincia de Zamora, Castilla y León, en las estribaciones de las sierras Segundera y Cabrera.
El origen de este espacio natural se sitúa en las fases más frías del Cuaternario, cuando en Sanabria se establecieron las condiciones glaciares que afectaron notablemente al modelado de sus montañas. Durante este período, el límite de las nieves perpetuas se estableció en torno a los 1600 m s. n. m. (metros sobre el nivel del mar), lo que permitió que durante la glaciación del Würm en la altiplanicie de la sierra, se establecieran grandes acumulaciones de hielo y nieve, originando un glaciar de meseta o casquete. De él divergían largas y potentes lenguas de hielo encajadas en los anteriores valles fluviales. Hace 10 000 años la glaciación terminó y la lengua glaciar se retiró dejando al descubierto amplios y profundos valles, circos glaciares, rocas aborregadas, estrías glaciares, morrenas, el lago y más de 20 lagunas diseminadas por la sierra.
El lago de Sanabria es el elemento más característico de este territorio, el mayor lago de origen glaciar de la península ibérica, con 318,7 ha y una profundidad máxima de 53 m. Además, y dispersas por la sierra, se pueden encontrar más de una veintena de lagunas, diversos cañones demostrativos de la misma acción glaciar cuaternaria e innumerables cascadas y regatos que han dado origen a una zona con increíbles valores estéticos y paisajísticos.
Este espacio natural fue declarado parque natural en 1978, aunque desde 1946 cuenta con la protección de la administración bajo la figura de Sitio Natural de Interés Nacional. Esta declaración persigue el objetivo de preservar la especial morfología que esculpieron en sus rocas los glaciares cuaternarios, la riqueza de su flora y de su fauna y la pureza de las aguas del mayor lago glaciar de la península ibérica y de las más de 20 lagunas que componen. El parque ocupa en la actualidad una superficie de 32 302 ha. que afectan, parcial o totalmente, a los términos municipales de Galende, Cobreros, Trefacio y Porto, con una altitud que varía entre los 997 m s. n. m. en las orillas del lago, hasta los 2127 m s. n. m. del pico de Peña Trevinca. Con el fin de reforzar la conservación de este espacio natural, la Junta de Castilla y León aprobó el pasado 5 de noviembre de 2015 el anteproyecto de ley y la Ley 1/2017, de 28 de marzo, por el que se amplió la superficie de 22 365 ha este parque natural hasta alcanzar las 32 302 ha.
Además, desde el 9 de junio de 2015 forma parte de la reserva de la biosfera transfronteriza Meseta Ibérica, tras su declaración por la Unesco, junto a otros espacios naturales protegidos españoles y portugueses, como son los parques naturales de Arribes del Duero en territorio español y del Duero Internacional en la parte lusa, así como diversos espacios de la Red Natura 2000, como los Cañones del Duero, las Lagunas de Villafáfila, la Sierra de la Culebra o la Albufera del Azibo y Romeo, entre otros.

## Geografía

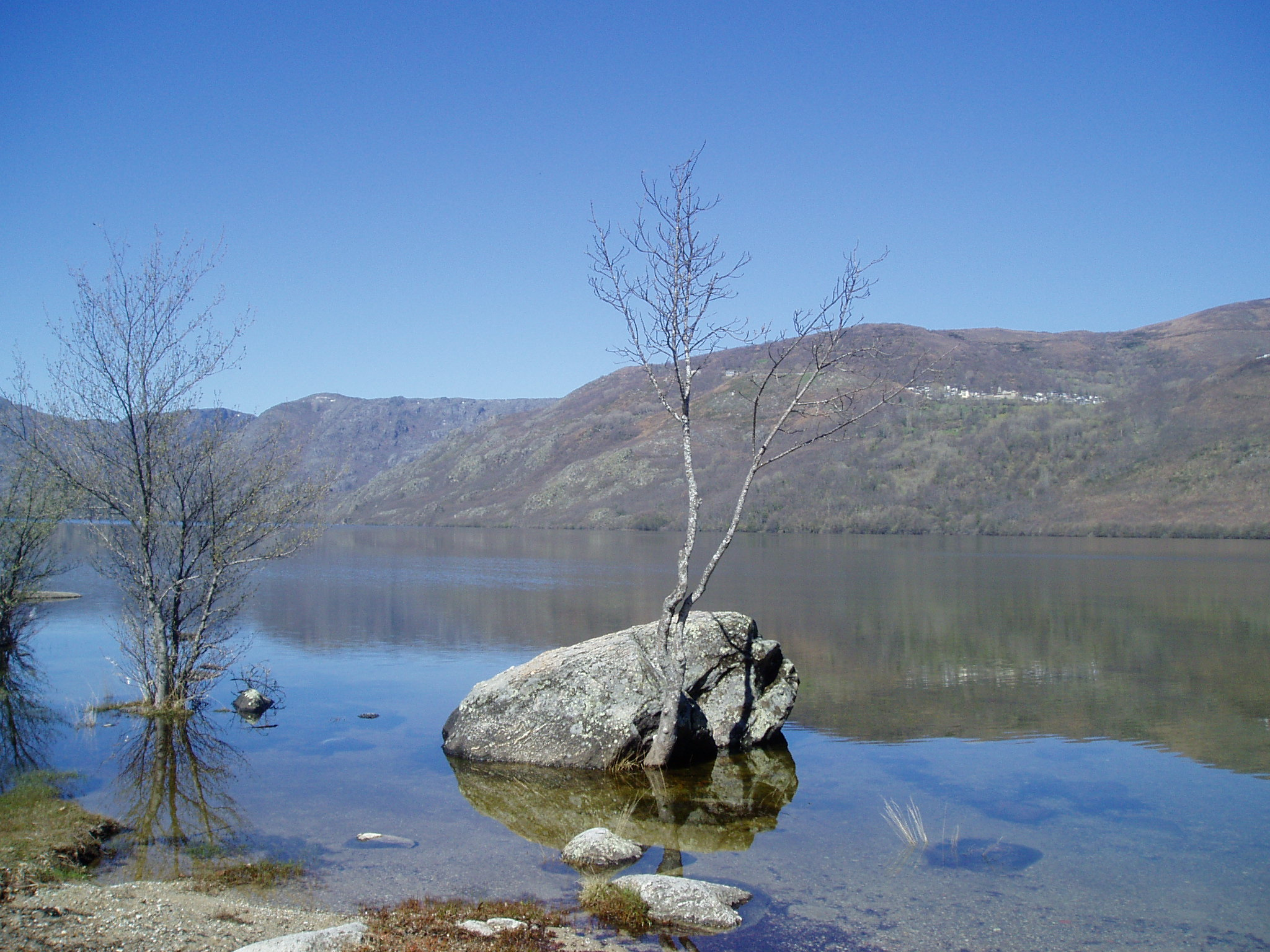
Vista desde la playa de los Enanos

El lago de Sanabria constituye el sistema lacustre natural de mayores dimensiones existente en España. Está situado en el noroeste de la península ibérica, en la provincia de Zamora, muy próximo a su límite con el país vecino de Portugal y las provincias españolas de León y Orense.
El lago está situado en el parque natural del lago de Sanabria, y se enmarcado en una cuenca exorreica donde el río Tera constituye el principal sistema hídrico de entrada y salida del sistema lacustre. Existen seis embalses en la cuenca hidrográfica del lago, denominados: embalse de Puente Porto, embalse de Playa, embalse de Cárdena, embalse de Garandones, embalse de Vega de Tera y embalse de Vega de Conde. Además, en la cuenca hidrográfica del lago de Sanabria existe una gran cantidad de humedales de pequeña extensión.

### Municipios
El parque comprende los municipios de Galende, Cobreros, Trefacio y Porto.

### Clima

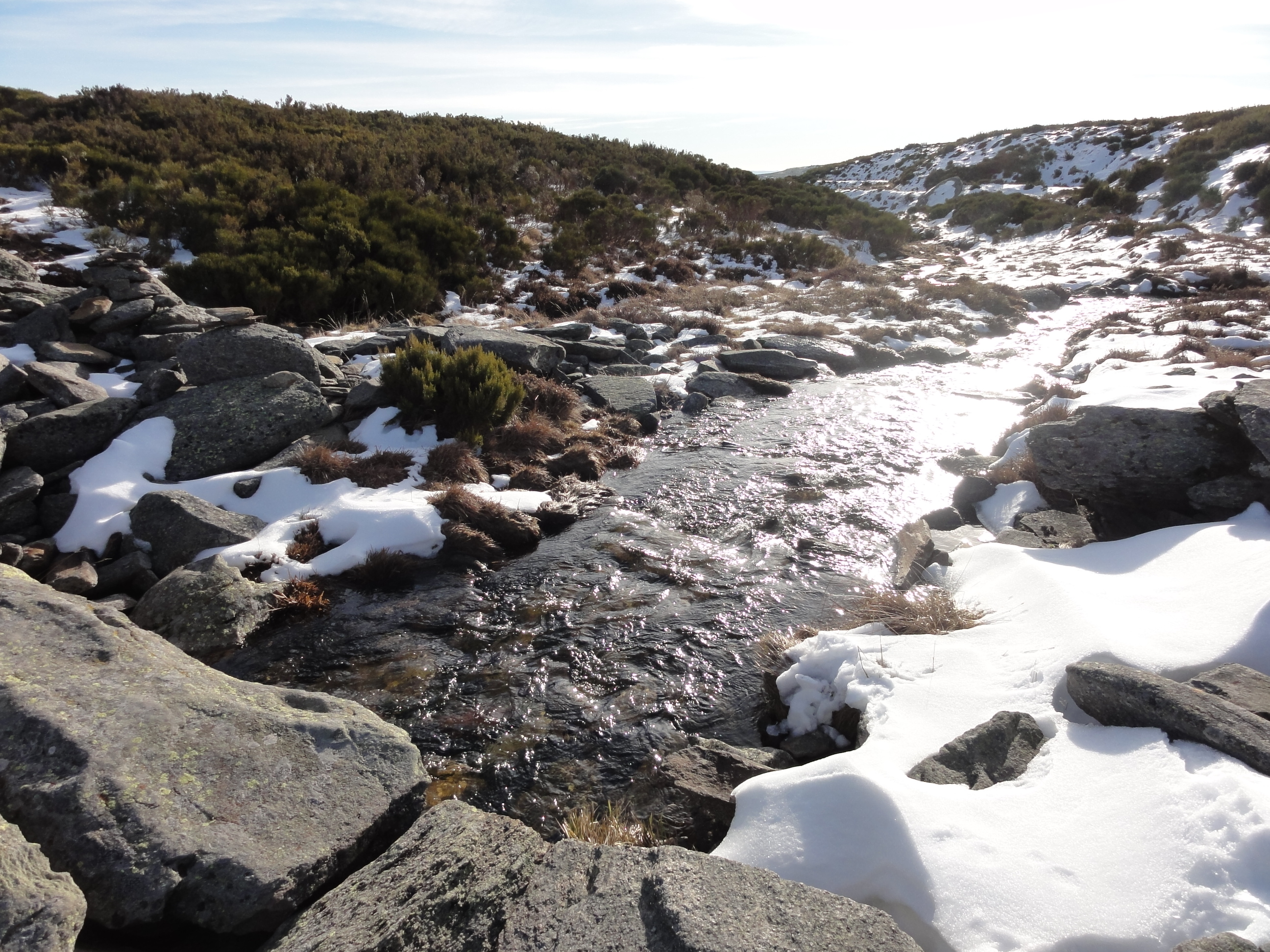
Cerca de la laguna de las Yeguas

La estación meteorológica de Ribadelago de la AEMET, con coordenadas 42°07′15″N-06°44′52″W y a 1015 m s. n. m., situada en la orilla occidental del lago de Sanabria, muestra series climáticas que revelan una precipitación media anual de 1402,3 mm y una temperatura media anual de 8.1 °C. La época más lluviosa se corresponde con el intervalo octubre-marzo, con un valor medio mensual de 170,7 mm, y una precipitación media anual de 1024,2 mm (aproximadamente el 73 % de la precipitación total anual). Diciembre es el mes más lluvioso del año, con un valor medio de 212,3 mm, mientras que el más seco se da en el intervalo junio-agosto, con un valor medio mensual de 29,8 mm, y una precipitación media anual de 89,5 mm (tan solo el 7 % de la precipitación total anual).

### Flora

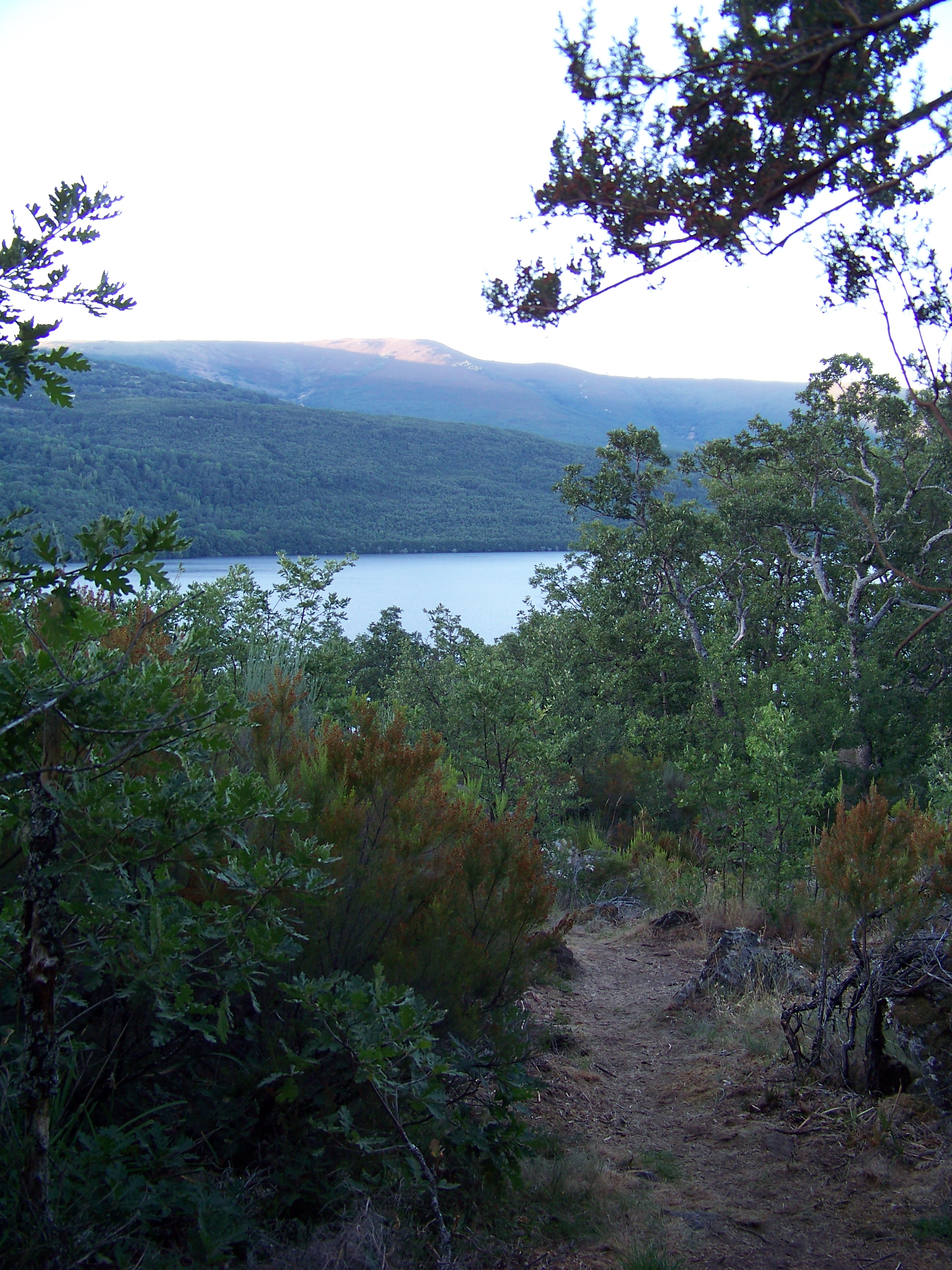
Alrededores del lago

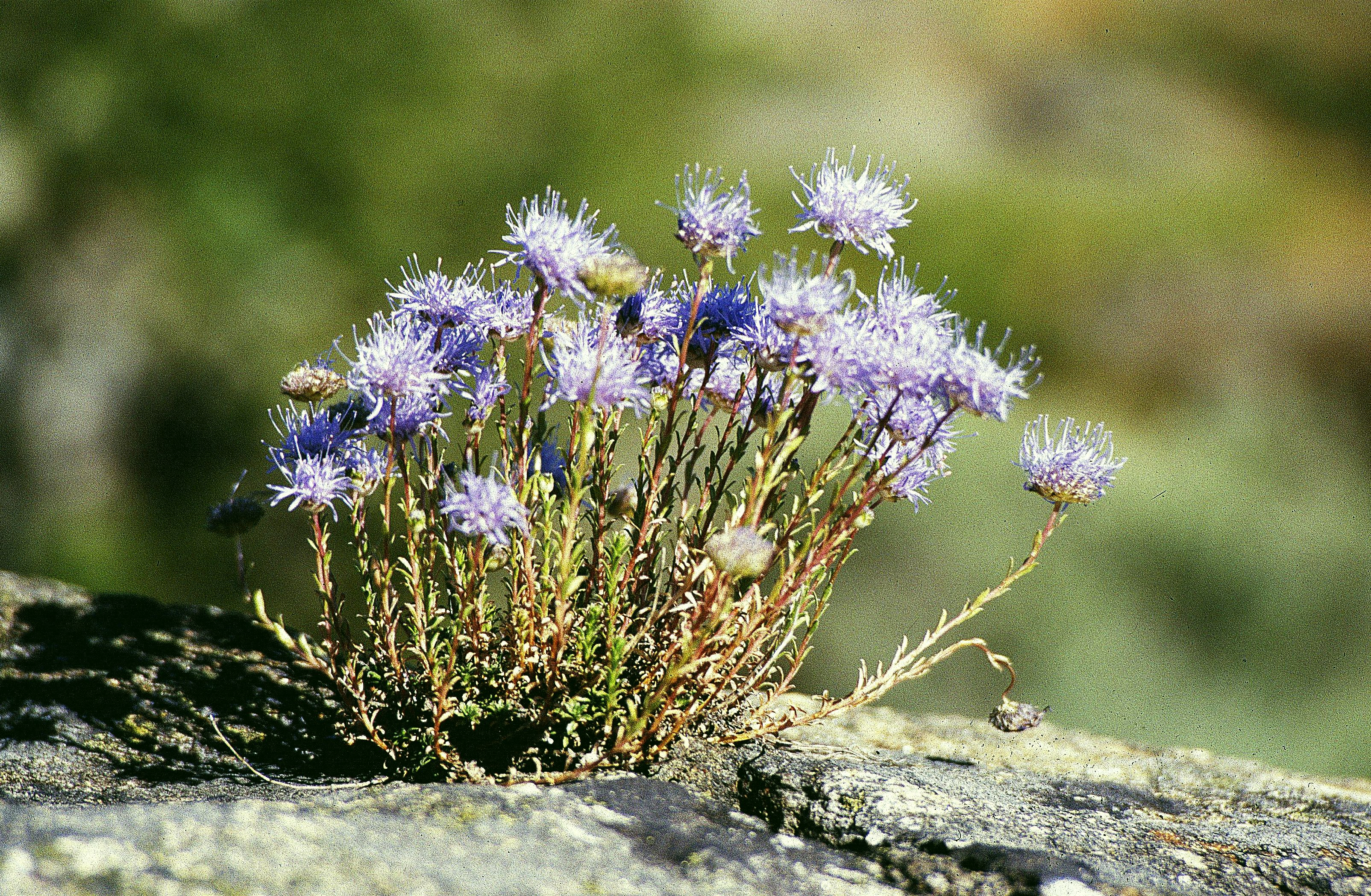
La Phyteuma orbiculare es un ejemplo de la flora de este espacio natural protegido

La especial localización de este espacio natural, en el límite de la zona húmeda y templada, ha propiciado que presente una gran riqueza florística, con más de 1500 especies vegetales. Esta gran diversidad botánica es, en buena parte, consecuencia de su situación geográfica. Las montañas sanabresas son el límite entre el clima atlántico y el clima mediterráneo. Esta circunstancia, junto con las diferentes orientaciones de sus laderas, sus valles y sus cimas van a determinar la influencia predominante de dos ambientes. Por un lado, las laderas orientadas al norte y al oeste son de predominio atlántico. Por otro lado, las de exposición sur y este tienen características mucho más mediterráneas. Además, las condiciones extremas en que se desarrolla la vegetación de las cumbres más altas, van a permitir la existencia de una flora rara y muy adaptada, hasta el punto de que algunas especies (Ranunculus parnassifolius o Armeria bigerrensis) son verdaderas reliquias vivas de la época de las glaciaciones que han llegado hasta nuestros días, sobrevivido y evolucionado aisladas en estas cumbres desde hace más de 10 000 años.
El agua es también otro factor de diversidad. La abundancia de arroyos, manantiales, lagunas, turberas y zonas encharcadas permiten la existencia de una flora acuática característica y adaptada a las características de aguas limpias, ácidas y escasamente mineralizadas que se encuentran en este espacio natural. Entre estos ambientes húmedos destacan las turberas por su rareza en latitudes tan bajas, constituidas por masas compactas de diferentes especies del musgo Sphagnum y que pueden alcanzar varios metros de espesor, que no tienen parangón en ningún otro lugar de la península ibérica. Estas turberas son el hábitat preferido de la Drosera —pequeña planta carnívora— y de algunas especies de Sphagnum de difícil localización en otros puntos de la península o incluso de presencia limitada a esta zona.
El bosque dominante es el del, robledal (Quercus pyrenaica), cuyos ejemplares no suelen sobrepasar los 1500 m s. n. m. y que en están bien adaptados para afrontar los fríos del invierno y el prolongado estiaje. Este árbol, que en Sanabria recibe el nombre de carballo, ha sido aprovechado desde antiguo en la economía doméstica sanabresa, tanto en la construcción de sus hogares tradicionales, como para leña.
En las vaguadas frías y húmedas, principalmente en las márgenes del río Tera o de algunos arroyos, es frecuente que los robles sean sustituidos por alisos (Alnus glutinosa), abedules (Betula pubescens), avellanos (Corylus avellana), serbales (Sorbus aucuparia), e acebos (Ilex aquifolium). También es frecuente observar la presencia de tejos (Taxus baccata) centenarios y enebros (Juniperus), muchos de ellos verdaderos supervivientes de algún incendio. Ya más cercanos a los pueblos y plantados por el hombre, se suele divisar castaños (Castanea sativa) y nogales (Juglans regia), algunos de ellos de gran porte.

### Fauna

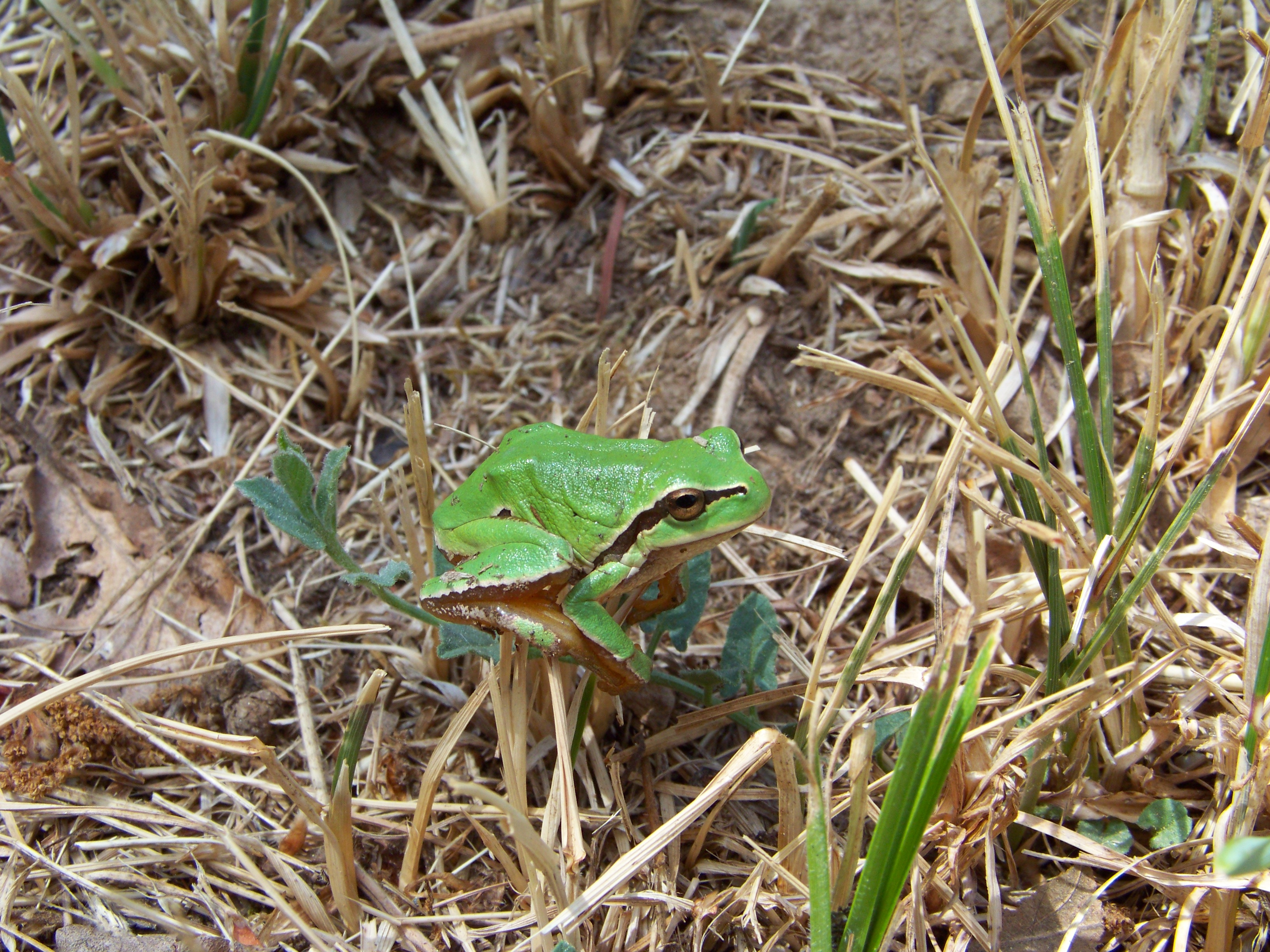
Los numerosos humedales existentes son el hábitat de 10 especies de anfibios, como es el caso de la ranita meridional

La fauna de este territorio también se aprovecha de esta variedad de ambientes para diversificarse, incluyendo más de 190 especies de vertebrados.
Hay presencia de 7 especies de peces que se encuentran en el hábitat del lago, las lagunas y las cristalinas aguas ríos y arroyos. De estas últimas destaca la trucha, muy apreciada en la pesca deportiva y de exquisita degustación culinaria. En el lago llega a alcanzar unas dimensiones considerables y su carne suele tener un tono rosado asalmonado. Formando parte de un plato de la cocina zamorana: la trucha a la sanabresa.
El parque es sobrevolado por 17 especies de rapaces diurnas, algunas de especial belleza como el águila real, el halcón abejero, el halcón peregrino. En lugares más apartados y de difícil acceso, pueden ser observados el busardo ratonero, el cernícalo vulgar o el búho real. De menor porte, pero no por ello de menor importancia, son las 125 especies de pájaros que con trinos y revoloteos alegran este espacio natural y lo ayudan a mantener a raya a las poblaciones de insectos. Algunos de estos últimos encuentran en este hábitat su distribución más meridional. En las zonas mayor altitud de pasto se pueden observar el alcaudón dorsirrojo (Lanius collurio), el escribano cerillo (Emberiza citrinella), la perdiz pardilla (Perdix perdix hispaniensis) o el pechiazul (Luscinia svecica). Más abajo, en los bosques de roble, se divisan el camachuelo común (Pyrrhula pyrrhula), el petirrojo (Erithacus rubecula), el arrendajo (Garrulus glandarius) o la abubilla (Upupa epops), entre otros.
Los reptiles también se encuentran representados con más de 10 especies, entre ellas por víboras (víbora norteña y víbora hocicuda), varias culebras (de collar, viperina, lisa meridional, lisa norteña, etc.). Son, por lo general, animales poco apreciados pero que sin embargo juegan un importante papel en el equilibrio natural de este espacio natural, al alimentarse preferentemente de pequeños mamíferos como el ratón y el topo que, sin predadores, pueden llegar a convertirse en verdaderas plagas.
La numerosos humedales, lagunas, fuentes y cerca de las corrientes de agua, son zonas adecuadas para la existencia y desarrollo de las 10 especies de anfibios, entre otros, el sapo partero común, larana común, la rana de San Antonio, el tritón jaspeado y la salamandra común.
Por lo que respecta a los mamíferos, son 41 las especies presentes, entre las que destacan el desmán de los Pirineos (Galemys pyrenaicus), la nutria, la marta (Martes martes), el armiño (Mustela erminea), la garduña (Martes foina) y el tejón (Meles meles). De mayor porte, el corzo (Capreolus capreolus), el jabalí (Sus scrofa), el gato montés (Felis silvestris) y el emblemático lobo (Canis lupus signatus), protagonista habitual de cuentos y leyendas sanabresas, pero que cada vez es menos frecuente.
La larga lista de especies no puede concluirse sin las mención de aquellas que han desaparecido del parque y de Sanabria durante el siglo XX, como es el caso del oso. A pesar de esto, hay datos que constatan el regreso de este animal a la comarca sanabresa.

## Origen

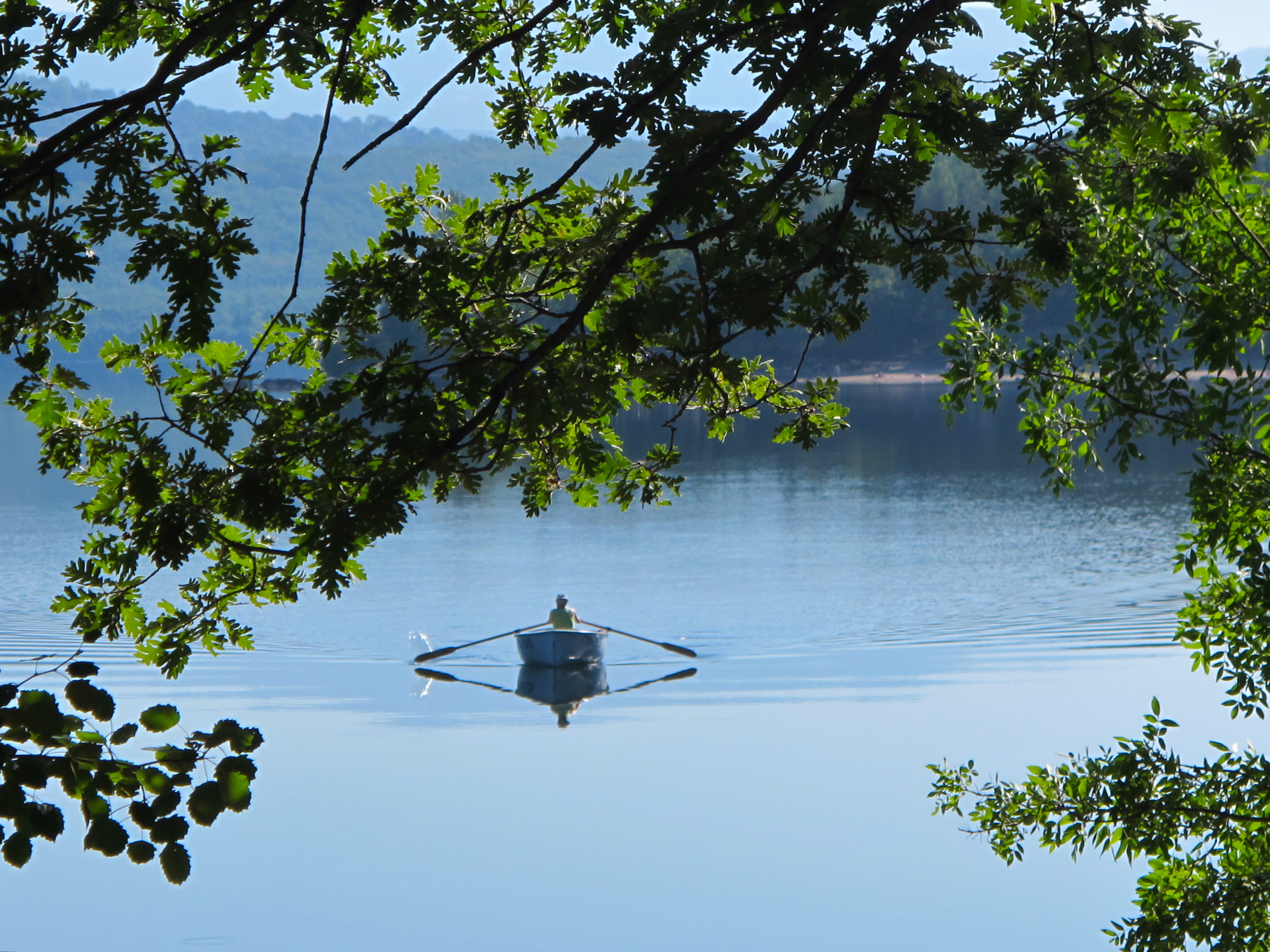
Una embarcación en el lago

El parque comprende una superficie total de 22 365 ha, que incluyen los términos municipales de Galende, Cobreros, Trefacio y Porto. El parque ocupa áreas de media y alta montaña de las sierras Segundera y Cabrera, con altitudes superiores a los 2000 m s. n. m. (metros sobre el nivel del mar), como el pico Peña Trevinca. A unos 1700 m s. n. m., se encuentra un altiplano ondulado muy extenso en el que se puede encontrar numerosas turberas y lagunas de origen glaciar.
Hace 100 000 años, durante la glaciación Würm y por un período de 90 000 años, se instaló sobre estas montañas una gran masa de hielo. Este glaciar se derramaba por todos los valles que descienden desde el macizo. Por el valle del Tera se encajaba la principal lengua glacial. Esta lengua descendía desde el circo de Trevinca y la Survia, incrementando su espesor conforme se iba agregando hielo.
Al llegar a lo que hoy es Ribadelago, esta lengua glaciar tenía ya casi 15 km de largo y espesor de más de 300 m. Aquí, el glaciar del Tera recibía el aporte de las lenguas del Cárdena y del Segundera, incrementando aún más su potencia erosiva y excavando la cubeta que hoy alberga el lago de Sanabria. Aguas abajo del lago, la lengua glaciar se deshacía y se desplomaba, depositando allí durante milenios sucesivos arcos morrénicos concéntricos.
Hace 12 000 años, y parece que con relativa rapidez, la glaciación terminó y la lengua glacial se retiró dejando al descubierto cañones, valles colgados, rocas aborregadas, estrías glaciares y lo más importante: el lago de Sanabria. La glaciación Würm, al desplazarse, excavó innumerables cubetas, algunas de las cuales se han ido rellenando de sedimentos y de un musgo característico, Sphagnum, dando lugar a turberas que pueden alcanzar varios metros de espesor.
Diseminadas por la sierra, hay más de veinte lagunas de agua transparente que componen, después del Pirineo, el conjunto de lagunas glaciares más importante de la península ibérica.

## Historia

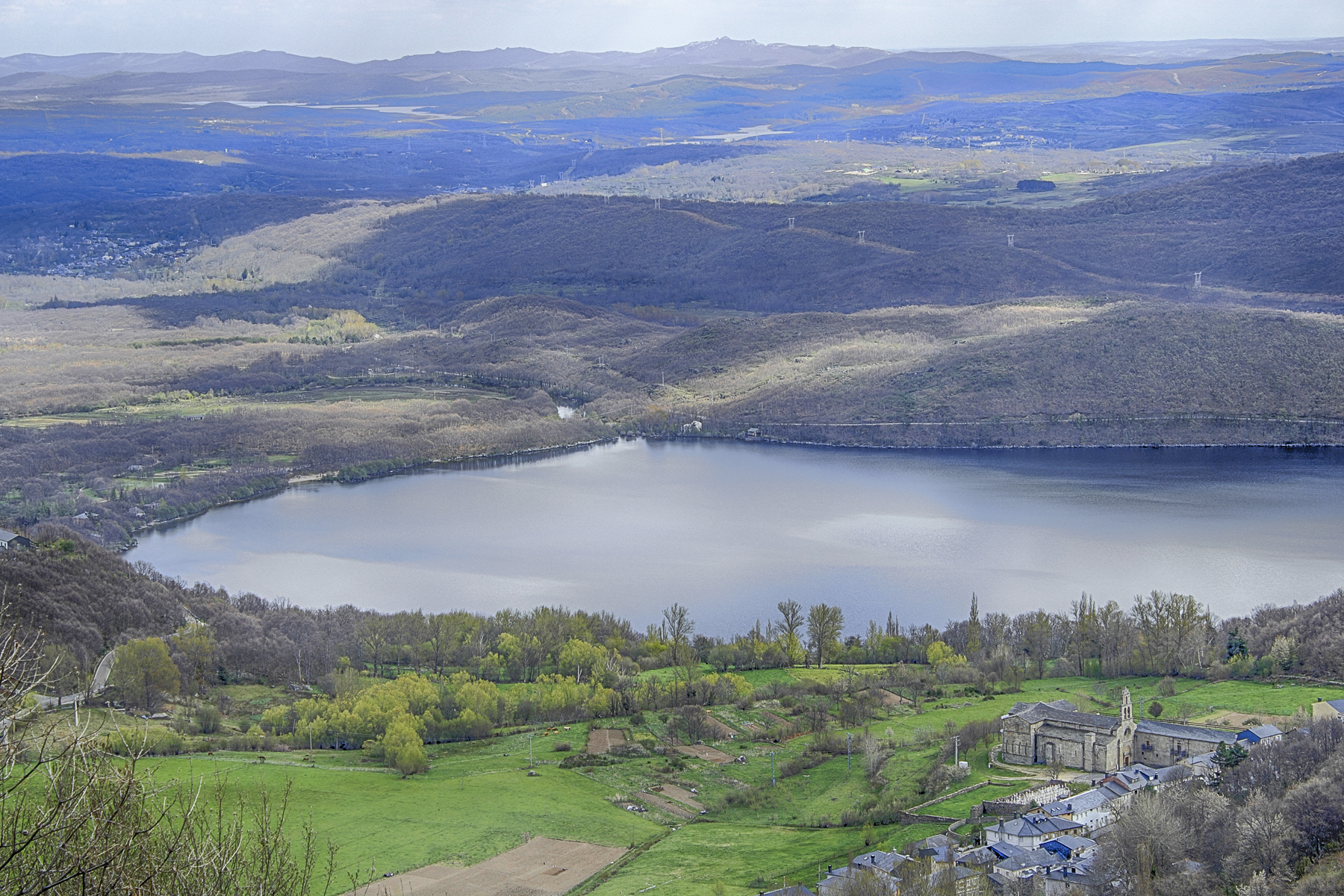
El lago y San Martín desde la subida a la laguna de los Peces

A lo largo de la historia, el lago ha sido nombrado de diferentes modos, desde las formas medievales de “mare lacum” o lago de San Martín de Castañeda, a la de lago de Villachica, de principios del siglo XX o la actual denominación de lago de Sanabria. Todas estas denominaciones están relacionadas con el aprovechamiento —en ocasiones disputado— de este espacio natural por el hombre.
La historia del lago de Sanabria se escribe pues desde la eterna disputa por su propiedad, mantenida al menos durante los últimos diez siglos. Los monjes cistercienses del monasterio de San Martín de Castañeda tuvieron especial interés en su adquisición y, finalmente, lo consiguieron tras comprárselo en el 897 a los Avolo, sus anteriores propietarios. De esta forma, los moradores del cenobio consiguieron completar su dieta alimenticia con los productos piscícolas, ganaderos y hortícolas del lago y sus tierras adyacentes. Desde que se incorporó a las propiedades de este monasterio, las luchas con los lugareños por su explotación fueron continuas. La situación de disputa se mantuvo hasta la desamortización de Mendizábal del siglo XIX, momento en el que el lago y otras lagunas pasaron a ser propiedad de Manuel de Villachica, tras pagar por ellas un total de 127 530 reales de vellón.
La protección del lago de Sanabria se remonta al 7 de febrero de 1946, fecha en la que mediante Orden del Ministerio de Agricultura, el lago fue declarado Sitio Natural de Interés Nacional. Posteriormente, el 11 de septiembre de 1953, se declara por el Ministerio de Agricultura masas de agua continentales sujetas a protección especial las del río Tera y sus afluentes, incluyéndose entre ellas el propio lago. También en 1953 fue declarado Paraje Pintoresco, por lo que se formó un patronato nacional del lago que dependió del Ministerio de Educación Nacional, encargado de la defensa y conservación de este espacio natural. Finalmente fue declarado parque natural en 1978, aunque en 1990 tuvo una notable ampliación, cuando la Junta de Castilla y León lo incrementó de 368,5 ha a las actuales 22 365 ha. Forma parte de la Red de ZEPA de Castilla y León con el código ES 4190009 y de la propuesta de LIC con el código ES 4190103. Miguel de Unamuno ambienta San Manuel Bueno, mártir en la zona.

## Infraestructuras
El Centro de Interpretación del Parque estaba situado en el restaurado monasterio de San Martín de Castañeda, edificio medieval que albergó a los monjes cistercienses. 
A partir de 2010, este centro de interpretación se ha complementado con la Casa del Parque. Esta se encuentra situada en las cercanías de la localidad de Rabanillo, en el cruce de esta con la carretera ZA-104, y posee una exposición permanente más amplia que la albergada en el centro de interpretación. El centro acoge una exposición permanente destinada a dar a conocer los aspectos naturales, sociales y culturales del parque. Cuenta para ello con maquetas, paneles explicativos, medios audiovisuales, etc., en los que se expone la historia geológica de la comarca, el glaciarismo, flora, fauna y ecosistemas del parque, así como los usos humanos y las estrategias de conservación. Además posee una senda exterior que permite observar la flora típica del entorno del lago de Sanabria, así como charlas sobre micología o cualquier otro tema relacionado con el parque.
La casa del parque permanece abierta todo el año; en enero únicamente para grupos bajo reserva; y, el resto del año, los sábados de 11 a 14 y de 16 a 18 horas, y los domingos de 10 a 15 horas.

## Otros recursos

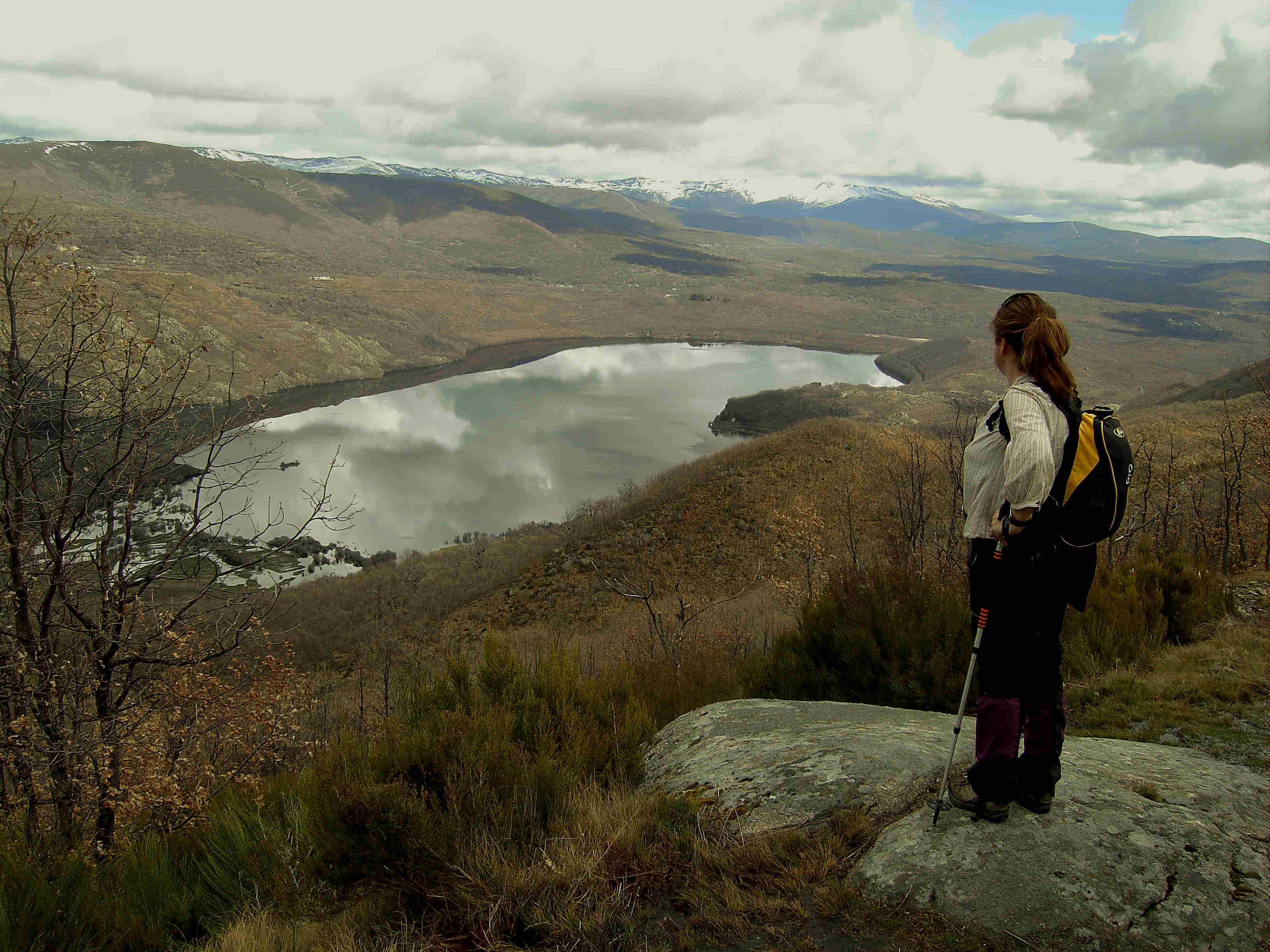
Vista desde el Cordel Sanabrés

Además del alto valor medioambiental de este espacio natural, el parque también ofrece valiosos recursos históricos, artísticos y culturales. Junto al interesante monasterio románico de San Martín de Castañeda, en San Martín de Castañeda y sede de la otra casa del parque, destacan el conjunto urbano y monumental de Puebla de Sanabria y las numerosas muestras de arquitectura popular distribuidas en los pueblos de este territorio. La arquitectura popular, que durante siglos se ha desarrollado en la comarca, ha estado condicionada por aspectos de carácter geográfico —principalmente su orografía—, la abundancia de agua y el clima, lo que ha originado su especial singularidad.
Esta es una zona en la que ha mantenido hasta mediados del siglo XX su tradicional estilo de vida agroganadero. Las familias han cultivado durante siglos sus tierras o trabajado sus prados para obtener heno o hierba fresca, con la que mantener su ganado. Hoy en día las actividades económicas de este territorio se han diversificado y, junto a la ganadería, está adquiriendo gran importancia el turismo y el sector de la construcción.

### Turismo

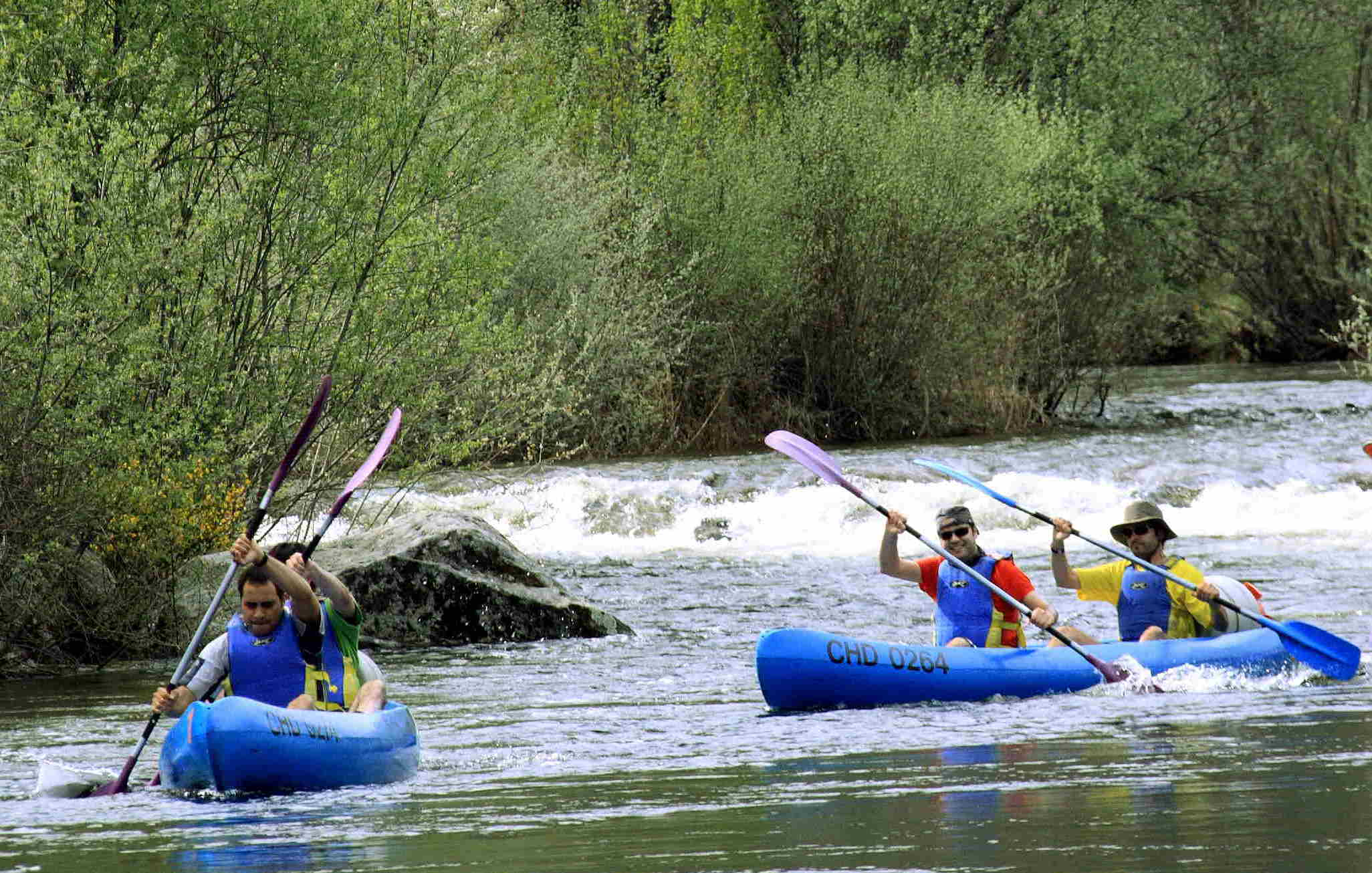
Descenso en canoa por el río Tera a la altura de Ribadelago Viejo

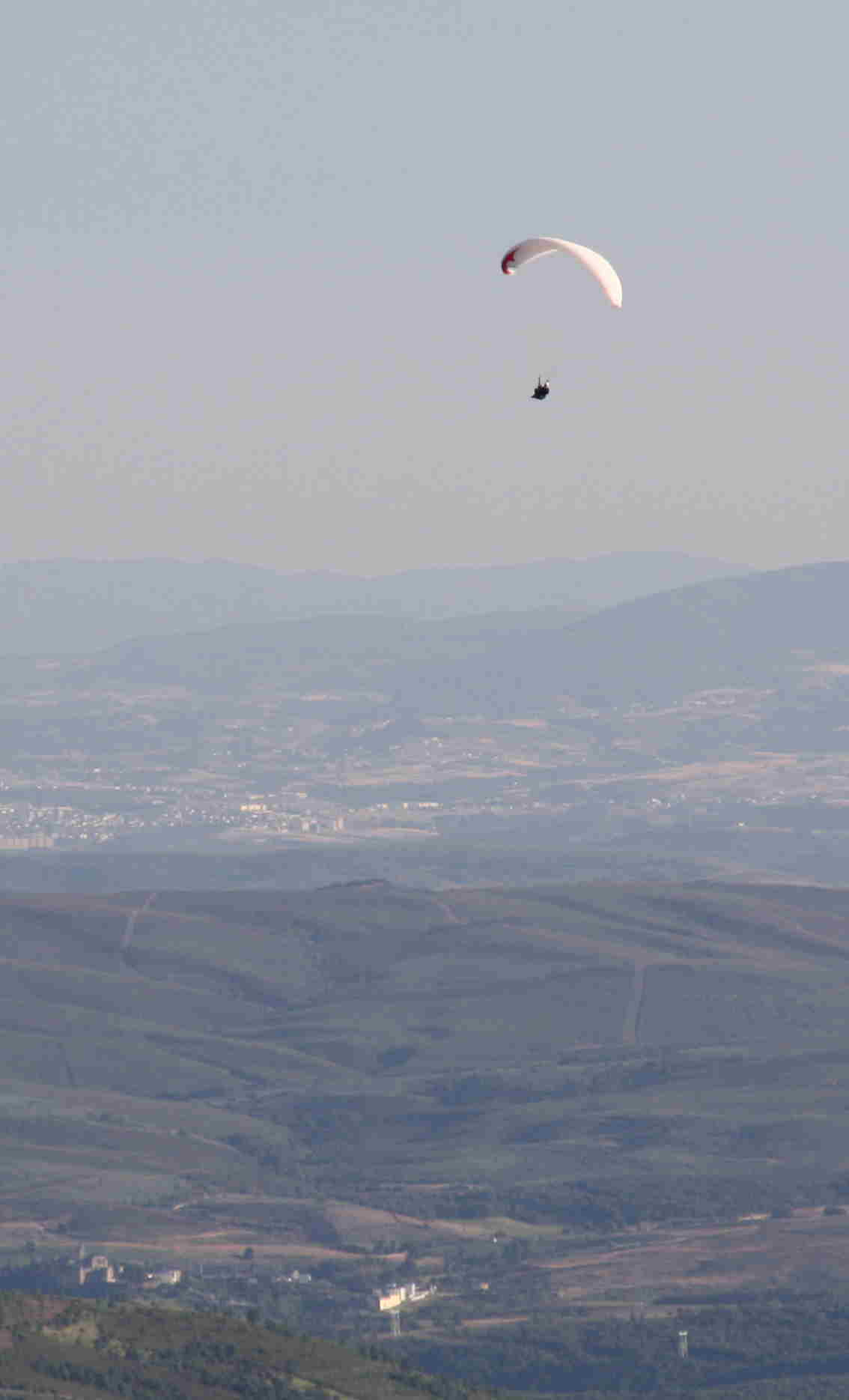
Panorámica de la práctica del parapente desde el Alto del Peñón

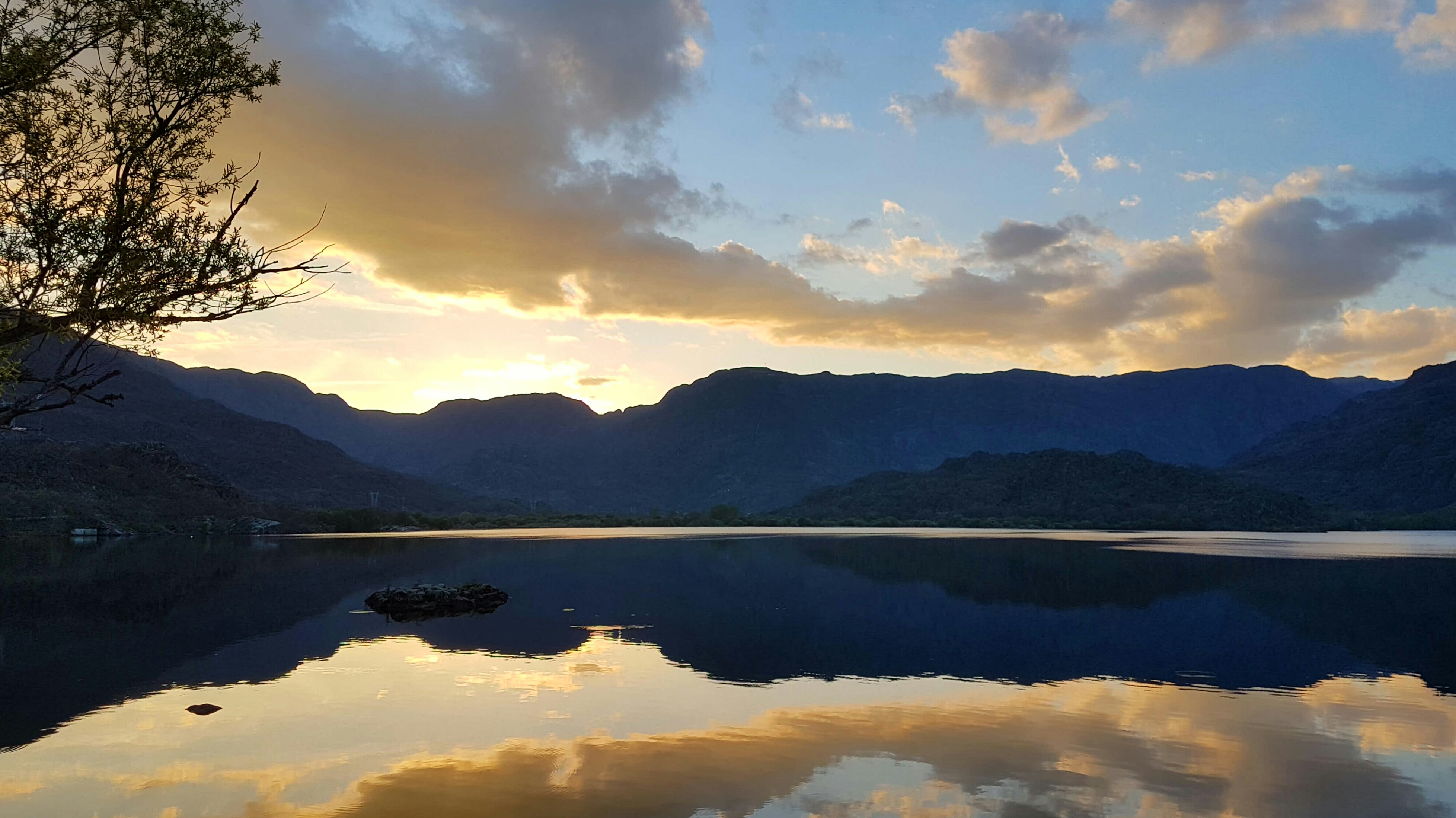
Atardecer en el lago

La actividad turística se ha convertido en una alternativa de generación de actividad económica y empleo en la zona. El número de visitantes se incrementa año a año, siendo el período estival la época del año que más turismo concentra, aunque cada vez es más frecuente el turismo de puentes y fines de semana en cualquier época del año.
El auge turístico ha permitido un aumento progresivo de distintos tipos de establecimientos comerciales. Se han construido hoteles y, en especial, se ha multiplicado la presencia de pequeños establecimientos denominados casas rurales. Fruto de esta iniciativa privada, se ha incrementado la oferta de plazas de alojamiento, con la que satisfacer la creciente demanda de los visitantes del parque. Junto a ellas, se han instalado nuevas empresas especializadas en el turismo activo, todas ellas reglamentadas por los servicios de medio ambiente de la Junta en la provincia de Zamora, a fin de que sus actividades de ocio y entretenimiento preserven el espacio natural que configura el parque.
El atractivo natural del parque es quizás su principal reclamo turístico. Es su demarcación es frecuente la presencia de bosques y naturaleza en estado virgen, junto a pequeñas localidades de arquitectura tradicional respetuosa con su entorno. El parque puede ser descubierto de diferentes formas, desde el clásico paseo para conocer sus paisajes, gentes, tradiciones y formas de vida, a otras más novedosas que han surgido por la demanda de ocio de sus visitantes. Entre ellas está la práctica de senderismo, MTB o el paseo a caballo por los alrededores del lago y laguas, de la alta sierra sanabresa (en especial la GR-84) o por la interminable maraña de caminos tradicionales que unen pueblos y lugares pintorescos de la zona.
En los límites externos del parque se pueden practicar deportes aéreos como el parapente. A pocos minutos de la localidad de El Puente nos encontramos con una zona habitual de vuelo ubicada en el Alto del Peñón (localización del despegue 06°33′02″W/42°12′24″N Datum ED50), que desde una orientación sur privilegiada, permite efectuar vuelos de montaña con una visión única de los alrededores del parque.
Además, y para conocer el auténtico atractivo natural del lago, se pueden recorrer sus oscuras aguas en distintos tipos de embarcaciones, como la canoa canadiense a remo. Con este medio se puede recorrer las aguas del río Tera, desde la localidad de Ribadelago Viejo (tristemente famoso por el desastre de 1959) hasta su desembocadura en el lago. Así mismo, es obligada la visita a la orilla norte del lago, la más abrupta, agreste y de difícil acceso, donde se podrá descubrir en estado virgen la singularidad paisajística de este lugar único. Todas estas experiencias, y otras, pueden ser realizadas por el visitante del parque gracias a las empresas que han surgido con un desarrollo turístico respetuoso con el parque.

#### Helios Cousteau
Desde comienzos del 2011, el lago cuenta con un catamarán eólico-solar, dotado con el equipamiento necesario para realizar recorridos didácticos y turísticos por el lago y facilitar la investigación subacuática. Las principales características del barco son: capacidad para 100 personas, 6 m de manga y 19 de eslora, 20 paneles solares y 4 generadores eólicos.
El barco, al que se accede desde Custa Llago, presenta una interesante novedad, consistente en ofrecer la posibilidad de disfrutar una visión subacuática, para aprovechar la existencia de aguas cristalinas, que no tienen mucha luz pero sí una gran transparencia que hace posible la interpretación bajo el agua.

## Actualidad
Recientemente se ha descubierto que la mayor profundidad del lago de Sanabria son 53 metros y no 51 como sostienen la mayoría de los documentos. El nuevo dato ha sido aportado por el Grupo Especial de Actividades Subacuáticas (GEAS), de la Guardia Civil, tras una sesión de prácticas de inmersión en el lago.
Partiendo de Custa Llago, la playa principal del lago de Sanabria, y en dirección al interior del lago, existe un cortado de piedra subacuático de unos 10 m de longitud, que es uno de los clásicos invisibles para los miles de bañistas y curiosos del glaciarismo pese a que está a pocos metros de la playa más concurrida del parque natural.
Los buzos también han detectado a una profundidad de 20 m, donde la visibilidad es ya casi nula, lo que obliga a ir equipado con linternas y equipos de orientación, dos troncos de castaños de enormes proporciones, uno mucho más grande que otro.